# Collomia tenella
Collomia tenella är en blågullsväxtart som beskrevs av Asa Gray. Collomia tenella ingår i släktet limfrön, och familjen blågullsväxter. Inga underarter finns listade i Catalogue of Life.